# Synagoga Beit Chasidim we Lwowie
Synagoga Beit Chasidim we Lwowie (z hebr. „Dom chasydów”) – nieistniejąca synagoga znajdująca się we Lwowie u zbiegu ulic Łaziennej (ob. Łazniewa) i Bożniczej (ob. Siańska). Była pierwszą znaną bożnicą chasydzką we Lwowie.
Synagoga została zbudowana w 1791 roku. Budynek nie podlegał miejscowemu kahałowi i dlatego lwowski rabin Rozanes w 1792 roku rzucił cherem na chasydów, modlących się w tej synagodze.
W drugiej połowie listopada 1918 roku, po zakończeniu walk polsko-ukraińskich o Lwów Synagoga Beit Chasidim została spalona przez Polaków podczas trwania pogromu lwowskiego. 
Podczas II wojny światowej, po wkroczeniu wojsk niemieckich do Lwowa w 1941 roku, synagoga została doszczętnie zniszczona. Po zakończeniu wojny nie została odbudowana.